# Beto Patriota
Antônio Alberto Patriota da Silva, mais conhecido como Professor Beto Patriota (Carnaíba, 31 de agosto de 1973), é um ator, professor, pesquisador, palestrante, roteirista e diretor brasileiro. É fundador do grupo Na Pisada de Lampião, conhecido pelo trabalho com teatro e xaxado, e diretor do longa-metragem Zé da Cupira: O Cangaceiro de Poço Redondo.

## Biografia
Beto Patriota nasceu em Carnaíba, no sertão de Pernambuco. Em 1976, mudou-se com os pais e os seis irmãos para a cidade de Poço Redondo, no estado de Sergipe, onde reside até hoje. Desde a infância, demonstrou interesse pelas manifestações culturais sertanejas e pelo universo do cangaço, tendo tido contato com ex-cangaceiros, ex-coiteiros e ex-volantes.
Durante a adolescência, participou de peças teatrais organizadas pela Igreja Católica e de apresentações em teatros de rua. Após um período vivendo em Guarulhos, São Paulo, onde trabalhou na construção civil e como cobrador de ônibus, retornou a Poço Redondo em 1997.

## Grupo Na Pisada de Lampião
Com o apoio da Prefeitura Municipal de Poço Redondo e do programa federal Brasil Criança Cidadã (BCC), Beto fundou o grupo cultural Na Pisada de Lampião, voltado para o teatro e o xaxado. A iniciativa contou com a colaboração de Manoel Dionísio Cruz e Raimundo Eliete.
O grupo tornou-se referência na cena cultural nordestina, levando Beto Patriota a participar de documentários, eventos culturais, palestras, filmes e novelas.

## Longa-metragemZé da Cupira
A ideia de produzir um filme surgiu em 2006. Em 2014, Beto iniciou o processo de escrita do roteiro do longa-metragem Zé da Cupira: O Cangaceiro de Poço Redondo. Em 2018, começou a escolha do elenco e das locações, e as gravações tiveram início em 2 de novembro de 2019.
Mesmo com os impactos da pandemia de COVID-19, as filmagens continuaram até fevereiro de 2023. A edição do filme foi viabilizada em 2024 com recursos da Lei Paulo Gustavo, por meio da Secretaria de Cultura de Poço Redondo. O longa foi finalizado em setembro de 2024 e exibido gratuitamente na cidade.
O filme contou com a participação de 206 pessoas de quatro estados do Nordeste: Bahia, Pernambuco, Alagoas e Sergipe.

## Reconhecimento
Entre os reconhecimentos recebidos por Beto Patriota, destaca-se a participação no revezamento da Tocha Olímpica em 2016, pelas ruas de Poço Redondo, um momento que o artista considera um dos mais emocionantes de sua trajetória.